# Bengt Önnerstad
Bengt Rune Önnerstad, född den 5 september 1916 i Ludvika församling i Kopparbergs län, död 22 april 2008 i Harplinge församling i Hallands län, var en svensk läkare. 
Önnerstad avlade studentexamen i Södertälje 1935, medicine kandidatexamen 1940 och medicine licentiatexamen 1945 i Stockholm. Han var tillförordnad underläkare vid medicinkliniken på Malmö allmänna sjukhus 1946, vid Sjö-Gunnarsbo sanatorium 1946-47, vid medicinavdelningen på Västerviks lasarett 1947-48, underläkare medicinska garnisonsavdelningen vid Karolinska sjukhuset 1948-49, vid medicinklinikens bakteriologiska avdelning 49-51, förste underläkare och biträdande överläkare vid medicinavdelningen på Garnisonssjukhuset i Stockholm 1951-61 och järnvägsöverläkare i Malmö från 1961. Han var bataljonsläkare i fältläkarkårens reserv från 1954.